# SMS V 188
SMS V 188 – niemiecki niszczyciel z okresu I wojny światowej, dziewiąta jednostka typu V 180. Okręt został zatopiony 26 lipca 1915 roku, storpedowany na Morzu Północnym przez brytyjski okręt podwodny HMS E16 .